# Rainer Geschke
Rainer Geschke (* 1. April 1947) war Fußballspieler in Magdeburg und Neubrandenburg. Für den 1. FC Magdeburg spielte Geschke in der Oberliga, der höchsten Spielklasse im DDR-Fußball.

## Sportliche Laufbahn
Geschke spielte zunächst in den Nachwuchsmannschaften des SC Aufbau Magdeburg, dem Vorläufer des 1965 gegründeten 1. FC Magdeburg. 1964 bestritt er zwei Länderspiele mit der DDR-Juniorennationalmannschaft. Am 22. August 1965 kam Geschke im Meisterschaftsspiel SC Aufbau – SC Empor Rostock (0:0) als Angriffsspieler erstmals in der Oberligamannschaft als Ersatz für den ausgefallenen Hermann Stöcker zum Einsatz. In dieser Saison wurde Geschke noch in weiteren sieben Punktspielen aufgeboten, stets im Sturm für nicht zur Verfügung stehende Stammspieler. Am 2. März 1966 stand er mit dem neu gegründeten 1. FC Magdeburg im Viertelfinalspiel des Europapokals der Pokalsieger in London gegen den englischen Pokalsieger West Ham United (0:1-Niederlage). Am Ende der Saison stieg der 1. FC Magdeburg in die DDR-Liga ab, wo Geschke während der Spielzeit 1966/67 in fünf Punktspielen zum Einsatz kam. Nach der sofortigen Rückkehr in die Oberliga spielte Geschke in der Saison 1967/68 nur zweimal für die Magdeburger in der Oberliga. Die Hinrunde der Spielzeit 1968/69 begann für Geschke verheißungsvoll, zwischen August und Oktober wurde er in sechs aufeinanderfolgenden Oberligapunktspielen eingesetzt.
Nach seinem letzten Oberligapunktspiel am 5. Oktober 1968 (1. FC Magdeburg – FC Vorwärts Berlin, 4:3) wurde Geschke zum Militärdienst eingezogen, konnte aber bei der Armeesportgemeinschaft Vorwärts Neubrandenburg weiter Fußball spielen. Nach dem Ende seiner Armeezeit kehrte er nicht mehr in den höherklassigen Fußball zurück. Für Magdeburg bestritt Geschke 21 Punktspiele (3 Tore), zwei DDR-Pokalspiele und ein Europapokalspiel.
| Ausschnitt aus der DDR-Sportzeitung Deutsches Sportecho vom 8. November 1967 „Talente in der Versenkung? Trainer Günther Behne zu Rainer Geschke (UEFA-Kader 1965, jetzt 1. FC Magdeburg, Reserve): Rainer Geschke ist ein durchaus veranlagter Spieler. Ja, ich möchte sagen, er bringt fußballerisch alles mit. Wir haben ihm auch immer wieder eine Chance zur Bewährung gegeben. Aber ihm fehlt ein wenig der unbedingte Wille, der gesunde Ehrgeiz, sich mit ganzer Kraft gegen die bei uns starke Konkurrenz durchzusetzen. Mit 20 Jahren ist natürlich noch kein Mensch ausgereift. Wir sind sicher, Rainer Geschke schafft den Sprung noch, wenn er sich selbst überwinden lernt.“ |